# Fortuynia taiwanica
Fortuynia taiwanica is een mijtensoort uit de familie van de Fortuyniidae. De wetenschappelijke naam van de soort is voor het eerst geldig gepubliceerd in 2009 door Bayartogtokh, Chatterjee & Chan.